# Henrik von Walter
Henrik von Walter, född 1630 i Mecklenburg, död 1696, var en svensk militär.

## Biografi
Henrik von Walter föddes 1630 i Mecklenburg. Han blev 1642 trumslagare vid Västerbottens regemente, 1645 korpral, 1656 sergeant, 1656 fältväbel, 20 december 1659 kaptenlöjtnant, 25 augusti 1665 regementskvartermästare, 3 juni 1677 kapten, 1677 major och slutligen 12 december 1682 överstelöjtnant. von Walter adlades von Walter 24 januari 1688 tillsammans med sin måg Henrik Larsson Winblad, introducerades i Sveriges Riddarhus 1689 som nummer 1127. Han tog 21 maj 1689 avsked ur krigstjänsten och avled 1696.
Vid slaget av Warszawa och belägringen av Krakow utmärkte han sig som en tapper soldat. För sitt modiga uppträdande under utfallet vid Kristianstad och bataljen vid Landskrona erhöll han ett hedrande erkännande av konung Karl XI.

### Familj
von Walter var gift med Catharina Frijs. De fick tillsammans dottern Catharina von Walter (född 1661) som var gift med häradshövdingen Henrik Winblad von Walter och överstelöjtnanten Jakob Grubbe.